# Vagão desajeitado
O vagão desajeitado (clumsy wagon, em inglês) é um quebra-cabeça, no qual se busca verificar se é possível um vagão passar por um trilho tortuoso dado por uma função matemática. Em termos matemáticos, o vagão desajeitado ilustra como trajetórias podem ser descritas como funções do ângulo e do comprimento de cada eixo destas mesmas trajetórias.

## Estudo das funções
O vagão desajeitado é um jogo utilizado para ensinar funções, um dos conceitos mais importantes da matemática. O estudo de funções pode ser entendido como o estudo de relações entre grandezas que variam, dependendo das noções de variável dependente e variável independente. Entretanto, muitos estudantes têm dificuldades para compreender o que é uma variável. Então, alguns pesquisadores sugerem o uso de representações numéricas, gráficas e contextualizadas com apelo mais visual nas primeiras aulas.

## Jogos matemáticos
Em geral, os jogos chamam atenção dos professores de matemática pela ideia de que atividades lúdicas motivam os estudantes ou de que o ensino de matemática precisa partir de coisas concretas. No entanto, nem sempre foi assim. As teorias sobre o papel dos jogos na educação matemática se modificaram ao longo do tempo. Até o século XVI, se acreditava que a capacidade de assimilação das crianças era igual à capacidade de assimilação dos adultos. O ensino ocorria por meio da transmissão do conhecimento de maneira direta, em que o estudante tinha uma postura passiva e o professor tinha uma postura. Os jogos eram considerados perda de tempo em sala de aula.
No século XVII, esta concepção passou a ser questionada. No século XVIII, pensadores como Rousseau emergiam como precursores de uma nova visão de educação que valorizava as experiências diretas como atividades manuais e jogos. Em seguida, Pestalozzi e Forebel surgiam como pioneiros na construção da chamada escola ativa. Pestalozzi inspiraria Montessori e Decroly, que desenvolveriam uma didática ativa especialmente para a matemática. No século XX, a médica e educadora italiana Maria Montessori criaria com base em experiências com crianças com necessidades educativas especiais materiais manipulativos com forte apelo visual e tátil. Entre eles, material dourado, triângulos construtores e cubos para composição e decomposição de binômios e trinômios.